# Rivière Mystérieuse
Pour les articles homonymes, voir Mystère.
La rivière mystérieuse est un affluent de la rive sud du Petit lac Wayagamac coulant généralement vers le nord dans le territoire de La Tuque, en Mauricie, au Québec, au Canada.

## Géographie
La Rivière Mystérieuse prend sa source à l'embouchure du lac Mystérieux (longueur : 2,4 km ; altitude : 329 m), laquelle chevauche la limite du canton de Pothier, dans l’ex-territoire non organisé Petit-Lac-Wayagamac. Ce lac s’approvisionne surtout par la décharge des lacs au Vison, au Loup et au Coyotte. L'embouchure de ce lac est situé au fond d’une petite baie au sud-est du lac, à 22,6 km au sud-est du centre-ville de La Tuque et à 3,2 km au sud de la Baie Mystérieuse du Petit lac Wayagamac.
À partir de l’embouchure du lac Mystérieux, la rivière mystérieuse coule sur 4,9 km, selon les segments suivants :
- 1,5 km vers le nord dans La Tuque, jusqu’à la décharge des lacs Pot et Cormoran ;
- 3,4 km vers le sud-ouest, jusqu'à la confluence de la rivière[1].

La Rivière Mystérieuse se déverse au fond de la Baie Mystérieuse laquelle forme la pointe Sud du Petit lac Wayagamac.

## Toponymie
Le toponyme rivière mystérieuse a été officialisé le 5 décembre 1968 à la Commission de toponymie du Québec.